# 新城駅
新城駅（しんしろえき）は、愛知県新城市宮ノ西にある、東海旅客鉄道（JR東海）飯田線の駅である。

## 概要
新城駅は、豊橋駅（愛知県）から飯田駅（長野県）を経て辰野駅（同県）へ至るJR飯田線の中間駅（途中駅）の一つである。駅の周囲は新城市の中心市街地に当たる。
開業は1898年（明治31年）のことで、当初は豊川鉄道運営であった。1943年（昭和18年）に国有化され国鉄の駅となった後、1987年（昭和62年）の国鉄分割民営化でJR東海運営へと移行している。
特急「伊那路」を含めた全定期列車の停車駅である他、一部普通列車がこの駅を起終点としている。

## 歴史
当駅を開設した豊川鉄道は、現在のJR飯田線南部に当たる豊橋 - 大海間を運営していた私鉄である。1897年（明治30年）に豊橋から豊川、次いで三河一宮までの区間が開通し、翌1898年4月に新城まで開通した。故に開設時の当駅は豊橋から伸びる路線の終着駅であったが、2年後の1900年（明治33年）に大海まで全通したため中間駅（途中駅）となった。
1943年8月、豊川鉄道線は買収・国有化され国鉄飯田線が成立する。これに伴い当駅も国鉄の駅となった。1972年（昭和47年）には開設時から行っていた貨物取扱を廃止、1985年（昭和60年）には荷物扱いも廃止して旅客駅となり、そのまま1987年4月の国鉄分割民営化を迎えてJR東海に継承されている。

### 年表
- 1898年（明治31年）4月25日：豊川鉄道の駅として開設[1]。
- 1900年（明治33年）9月23日：豊川鉄道線が大海まで延伸、途中駅となる[2]。
- 1943年（昭和18年）8月1日：国有化、国鉄飯田線の駅となる[1]。
- 1967年（昭和42年）4月：可動ホーム設置[3]。
- 1972年（昭和47年）4月1日：貨物取扱廃止[1]。
- 1984年（昭和59年）3月24日：跨線橋新設[4]。
- 1985年（昭和60年）3月14日：荷物扱い廃止[1]。
- 1987年（昭和62年）4月1日：国鉄分割民営化に伴い、東海旅客鉄道（JR東海）の駅となる[1]。
- 2021年（令和3年）11月7日：エレベーターの使用を開始[5]。
- 2025年（令和7年）3月15日：ICカード「TOICA」が利用可能となる[6][7]。

## 駅構造
単式ホーム1面1線と島式ホーム1面2線、計2面3線を有する地上駅である。
ホーム有効長は6両編成分で飯田線南部区間では当駅までである。単式ホームが南側、島式ホームが北側に配置され、単式ホーム側から1・2・3番線の順にホーム番線が割当てられている。

### のりば
| 番線 | 路線      | 方向 | 行先               | 備考                             |
| ---- | --------- | ---- | ------------------ | -------------------------------- |
| 1    | CD 飯田線 | 上り | 豊橋方面           |                                  |
| 2    | CD 飯田線 | 上り | 豊橋方面           | 当駅始発の一部列車が使用         |
| 2    | CD 飯田線 | 下り | 中部天竜・飯田方面 |                                  |
| 3    | CD 飯田線 | 上り | 豊橋方面           | 当駅始発の列車が使用（一部除く） |
| 3    | CD 飯田線 | 下り | 中部天竜・飯田方面 | 一部列車が使用                   |

（出典：JR東海:駅構内図）
3番線の外側（北側）には、ホームに接しない線路も1本敷設されている。

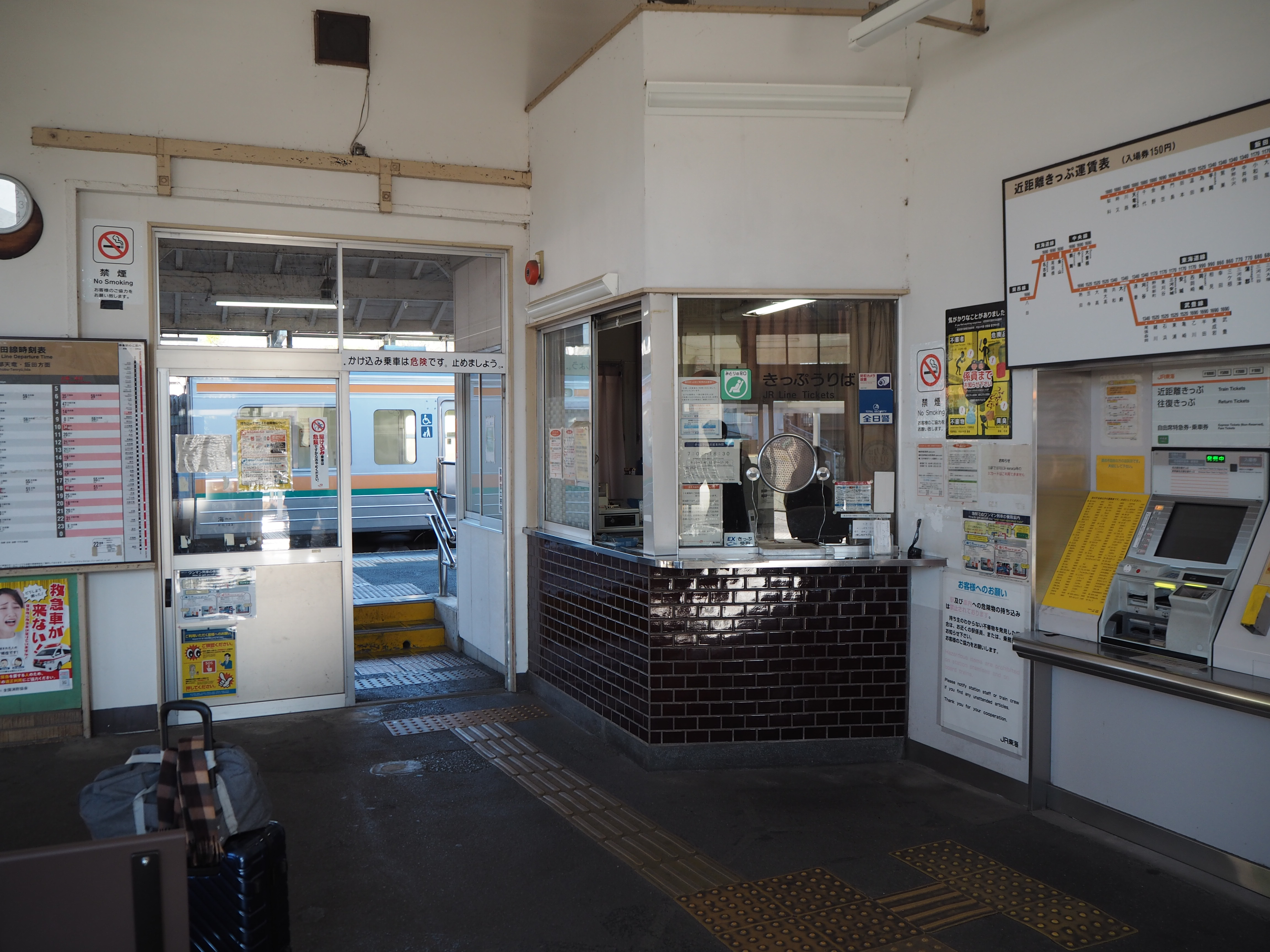
改札口（2024年12月）
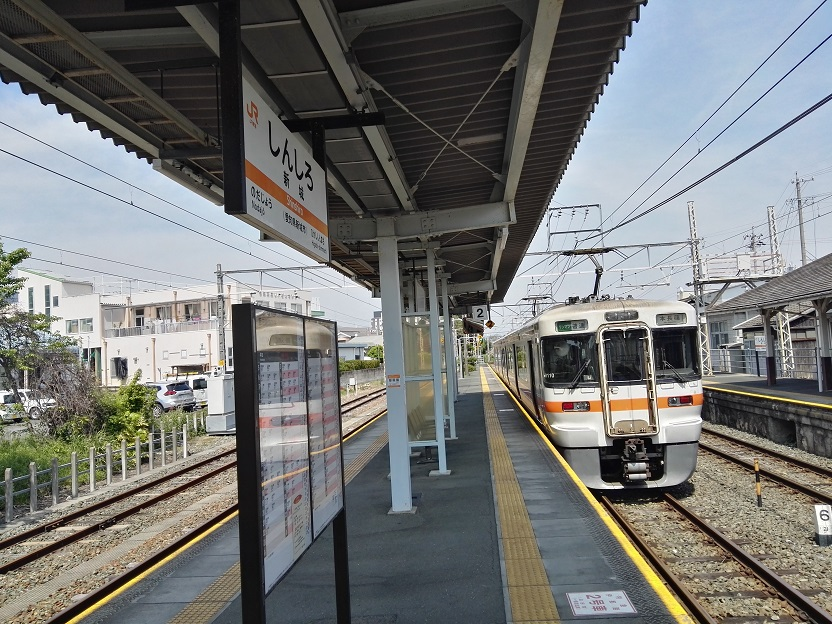
ホーム（2019年5月）

### 駅舎・設備
駅舎は単式ホームに直結する地上駅舎である。この駅舎は1943年（昭和18年）8月に竣工した。有人駅（ただし夜間無人駅）であるが、業務を外部に委託する業務委託駅で、管理駅（駅長配置駅）である飯田線豊川駅（愛知県豊川市）の管理下に置かれている。JR全線きっぷうりば設置駅。
2面あるホームの間は、跨線橋で接続されている。かつては、ホームの一部が列車発車後にホーム面と線路面を結ぶスロープに切り替わる、という可動式のホームが設置されていたが、跨線橋の設置に伴い固定された。この可動式ホームは1967年（昭和42年）に新設され、国鉄では初めての施設であった。
新城市は、2009年度からの10年間の方針を定めた「新城市中心市街地活性化基本計画」において、「新城駅橋上化及び自由通路整備事業」を盛り込んでいる。この計画で新城市は橋上駅舎と南北自由通路を建設し、計4基のエレベーターを設置するなどしてバリアフリー化を推進、利便性向上を図る、としている。

## 停車列車
優等列車に関しては、特急「伊那路」が1996年（平成8年）3月の運行開始時から停車駅としている。
普通列車は、豊橋駅行上り列車が1時間当たり概ね1・2本（朝ラッシュ時は最大3本）、本長篠駅やそれ以北へと向かう下り列車が1時間当たり概ね1本（最大2本）設定されている。上りは始発電車が多く設定されているため、本数が多くなる。

## 駅周辺
新城駅周辺および東隣の東新町駅周辺は、「新城市中心市街地活性化基本計画」にて新城市の中心市街地として位置付けられている。新城市によって駅前（駅南側）では駅前広場の整備が計画されている他、前述の駅橋上化・自由通路新設と連動した駅北広場整備も計画されている。

### 周辺の施設
- 新城市役所
- 新城郵便局
- 新城市立新城小学校
- 新城税務署
- 新城簡易裁判所
- 新城警察署
- 今泉医院
- 富永神社
- 新城市民病院
- 東海ラジオ放送新城ラジオ中継局（1332kHz・100W）
- ピアゴ新城店
- ケーズデンキ新城パワフル館
- マツヤデンキ新城店
- 精文館書店新城店
- 国道151号
- 国道301号
- 愛知県道446号新城停車場線

## バス路線
新城駅（駅前）
- 新城市Sバス
  - 西部線：新城東高校
  - 北部線：矢部・須長・浅谷・大海駅方面

新城栄町・新城駅口
- 新城市Sバス
  - 作手線
  - 中宇利線
  - 吉川市川線
- 豊鉄バス
  - 新豊線：豊橋駅前
  - 田口新城線：田口 / 設楽町役場前（いずれも設楽町）

亀姫通
- 高速バス「山の湊号」：藤が丘駅・長久手古戦場駅

## 隣の駅
- 特急「伊那路」の停車駅は列車記事を参照。

東海旅客鉄道（JR東海）
CD 飯田線
- 臨時急行「飯田線秘境駅号」停車駅（下りのみ）

■快速（上りのみ運転）・■普通
野田城駅 - 新城駅 - 東新町駅